# Hubert de Givenchy
Cet article concerne le couturier ; pour les parfums, voir Parfums Givenchy ; pour la maison de couture, voir Givenchy
Pour les articles homonymes, voir Givenchy (homonymie).
Hubert Taffin de Givenchy, plus connu sous le nom d'Hubert de Givenchy, né le 20 février 1927 à Beauvais (Oise) et mort le 10 mars 2018 à Neuilly-sur-Seine, est un grand couturier français, créateur de la marque portant son nom.
Il débute chez divers couturiers puis donne son nom à une maison de couture en 1952, faisant l'année suivante la connaissance d'Audrey Hepburn qui popularisera ses créations à l'écran. Il crée enfin une maison de parfums quelques années après. Il aura, tout au long de sa carrière, Cristóbal Balenciaga comme mentor, qui le soutiendra, le financera et l'encouragera. Avec sa marque, Hubert de Givenchy traverse les décennies et reste un couturier éminent des années 1950.

## Biographie

### Origines
Né le 20 février 1927 à Beauvais dans une famille de la noblesse française originaire de l'Artois et anoblie en 1713, par l’acquisition d’une charge de secrétaire du roi, Hubert James Marcel Taffin de Givenchy, poussé par ses parents, Lucien Taffin de Givenchy et Béatrice Badin, à une carrière juridique apprend le droit dans une étude notariale[réf. nécessaire]. Bien que son père soit catholique, il reçoit une éducation protestante par sa mère pratiquante fervente. Il y a dans sa famille un photographe de mode et Jules Badin, administrateur des manufactures des Gobelins et des manufactures de tapisseries de Beauvais et grand collectionneur. Sa vocation naît de sa découverte du travail du couturier espagnol Cristóbal Balenciaga. Il n’a que deux ans quand son père, peu fortuné, meurt.
Il est parent du fondateur des mines d'Anzin et du théologien francophone Jean Taffin l'ancien[réf. nécessaire].

### Débuts dans la mode
En 1945, à dix-sept ans, Hubert de Givenchy quitte Beauvais pour s'installer à Paris. Il intègre l’École nationale supérieure des beaux-arts et travaille chez Jacques Fath.
Il poursuit son apprentissage chez Robert Piguet et Lucien Lelong (sur les recommandations de Christian Dior). En 1947, il devient le premier assistant d’Elsa Schiaparelli avant d’être nommé directeur artistique de la boutique de la couturière, place Vendôme.

### La Maison Givenchy: les débuts

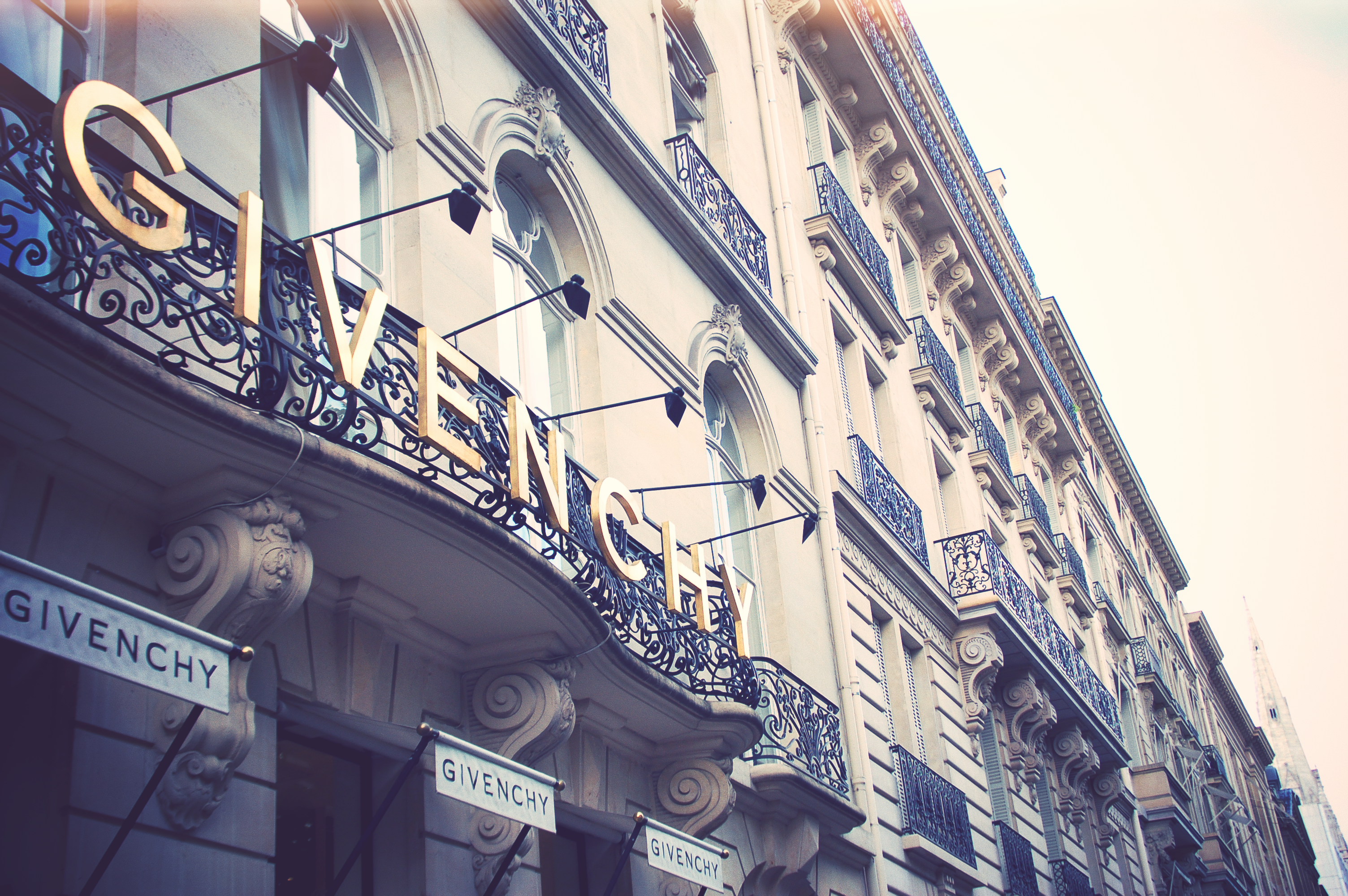
Le siège de l'avenue George-V.

Hubert de Givenchy crée sa propre maison de haute couture en 1952 en voyant le succès de son ami Christian Dior, d'abord rue Alfred-de-Vigny puis au 3, avenue George-V.
Le 2 février 1952, Hubert de Givenchy présente sa toute première collection haute couture avec Bettina Graziani à la tête des relations publiques. Elle inaugure le défilé avec une blouse de dentelles anglaises et marque la première création d’une série de blouses-signatures pour la maison, qui portera son nom, la « Blouse Bettina »,. Considérée comme une de ses grandes idées, la collection permet aux femmes de s'habiller avec des pièces séparables en fonction de leurs envies. Ce succès lui vaudra le surnom « d’enfant terrible de la couture ».
En 1953 à New York, Hubert de Givenchy rencontre son idole Cristóbal Balenciaga, couturier installé à Paris et qui triomphait alors partout dans le monde avec ses collections de haute couture. Il dira plus tard « Balenciaga était ma religion. Puisque je suis croyant, pour moi il y a Balenciaga et le Seigneur ».

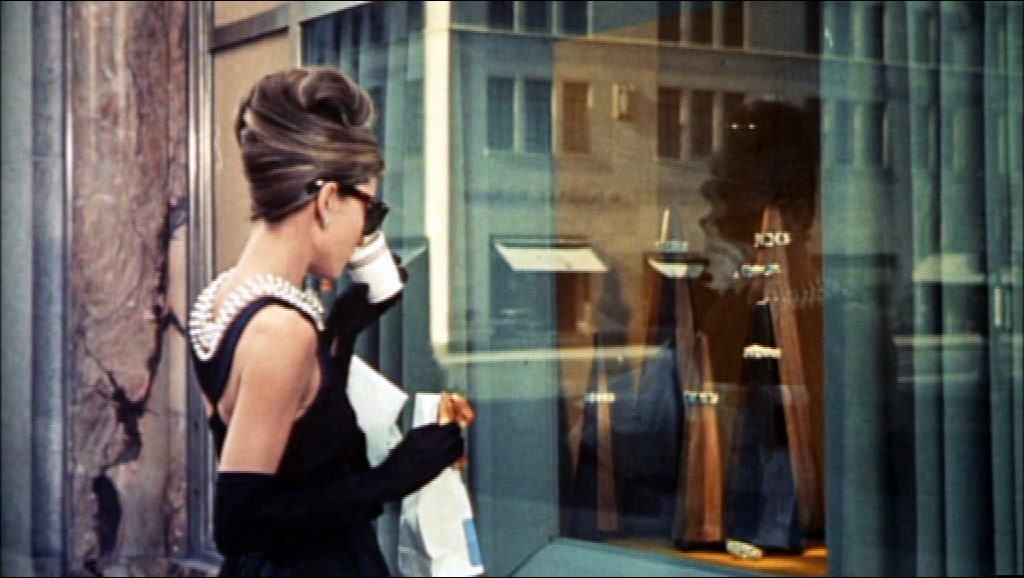
Audrey Hepburn habillée par Givenchy devant la vitrine de Tiffany & Co, dans la scène d'ouverture de Diamants sur canapé

Audrey Hepburn a été son égérie et incarne la marque dès 1953 quand il conçoit ses costumes pour le film Sabrina. Le film reçoit l'Oscar du meilleur costume en 1955. Leur collaboration se poursuivit sur les films Drôle de frimousse, Ariane, Diamants sur canapé, Charade, Deux Têtes folles et Comment voler un million de dollars. Ils restèrent liés par une très grande amitié jusqu'à la mort de l'actrice en 1993,.
Parmi ses clientes les plus fidèles, se trouvent également Jacqueline Kennedy, l'impératrice Farah Pahlavi, Marella Agnelli, la princesse Grace de Monaco, Aimée de Heeren, la duchesse de Windsor, la cantatrice Frederica von Stade, les actrices Marlene Dietrich, Greta Garbo, Lauren Bacall, Jeanne Moreau, et Ingrid Bergman.
En 1954, Hubert de Givenchy crée la robe-chemise qui évoluera en robe-sac trois ans plus tard. Il est l'un des premiers grands couturiers à proposer une ligne de prêt-à-porter de luxe, « Givenchy Université », fabriquée à Paris avec des machines importées des États-Unis.
Très inspirée par Balenciaga, son œuvre présente des aspects de la tradition classique.
En duo avec son frère aîné Jean-Claude, marquis de Givenchy, il crée la marque de parfum du même nom Parfums Givenchy.
En 1958, Audrey Hepburn prête son visage au premier parfum d’Hubert de Givenchy, L'Interdit, qui lui est dédié. C’est la première fois qu’une star prête son visage à une campagne de parfum et sans doute la dernière qui le fera gracieusement, uniquement par amitié.
Cette dernière connaît un très grand succès et est cédée dans les années 1980 au futur groupe de luxe LVMH.
En 1958, Hubert de Givenchy lance la ligne « Baby Doll » ainsi que les « manteaux Ballon »,. En 1969, il lance la première ligne de prêt-à-porter masculin baptisée « Givenchy Gentleman ».
Faisant d'abord défiler des mannequins tendance comme Sophie Litvak et Suzy Parker, lors d'un vol en Concorde, il rencontre et embauche Mounia, une hôtesse de l'air martiniquaise, la faisant défiler dans les années 1980 avec des mannequins noirs, ce qui est révolutionnaire pour l'époque.
Il quitte la maison en 1995.
Parallèlement, éclectique, Givenchy dessine pour La Poste française deux timbres de Saint-Valentin, émis en janvier 2007 et occupe des fonctions dirigeantes au sein de la société Christie's.
Il a financé la restauration du potager du roi au château de Versailles.

### Mort
Hubert de Givenchy meurt dans son sommeil le 10 mars 2018 à l'âge de 91 ans,. Il repose au cimetière de Passy à Paris.

### Vie privée
Hubert de Givenchy a eu pour compagnon, de très longue date, le couturier Philippe Venet.

## Distinctions
Hubert de Givenchy est élu « Personnalité de l'année 1979 »[Par qui ?] et « l’homme le plus élégant de l’année » par The Best[Quoi ?].
Il est nommé chevalier de la Légion d'honneur en 1983.
En 1985, le ministre de la Culture Jack Lang lui remet l’oscar de l’élégance lors d’une manifestation à l’Opéra de Paris.

## Dans la fiction
L'épisode 4 de la série télévisée espagnole Cristóbal Balenciaga, sortie sur Disney+ en 2024, retrace la rencontre des deux couturiers en 1953 à New York, leur respect mutuel et l'aide que son aîné apporte à Givenchy, alors au début de sa carrière, notamment en lui envoyant Audrey Hepburn. Hubert de Givenchy est incarné par l'acteur français Adrien Dewitte.

#### Articles
- Jeanne Faton-Boyancé, « Le goût et la griffe d'Hubert de Givenchy » (L'Estampille-L'Objet d'art n° 276 / janvier 1994 - pp 20 à 31) ; l'article reproduit plusieurs lots des importants meubles et objets d'art des XVIIe et XVIIIe siècles vendus aux enchères à Monaco le 4 décembre 1993.
- Les Giacometti d'Hubert de Givenchy, Christie's, Paris, 6 mars 2017 (avant-propos de Daniel Marchesseau)
- Patrick Cabanel, « Givenchy Hubert (Taffin de) », in Patrick Cabanel et André Encrevé (dir.), Dictionnaire biographique des protestants français de 1787 à nos jours, tome 2 : D-G, Les Éditions de Paris Max Chaleil, Paris, 2020, p. 846-847  (ISBN 978-2-84621-288-5)